# Ukko Peltonen
Ukko Iisakki Peltonen (Helsinki, 15 juni 1998) is een Fins wegwielrenner dia anno 2020 rijdt voor Tartu 2024-Balticchaincycling.com.
Peltonen won het Fins kampioenschap tijdrijden in 2019 en 2020

## Palmares
2019
 Fins kampioen tijdrijden, Elite
2020
 Fins kampioen tijdrijden, Elite

## Ploegen
- 2020 –  Tartu 2024-Balticchaincycling.com